# Paradejeania nigrescens
Paradejeania nigrescens är en tvåvingeart som beskrevs av Arnaud 1951. Paradejeania nigrescens ingår i släktet Paradejeania och familjen parasitflugor. Inga underarter finns listade i Catalogue of Life.